# Lista de deputados estaduais do Paraná da 10.ª legislatura
Essa é uma lista de deputados estaduais do Paraná eleitos para o período 1983-1987.

## Composição das bancadas
| Partido | Líder          | Bancada | Posição  |
| ------- | -------------- | ------- | -------- |
| PMDB    | Ervin Bonkoski | 34 / 58 | Governo  |
| PDS     | Nelson Buffara | 24 / 58 | Oposição |

## Deputados estaduais
| Número | Deputados estaduais eleitos      | Partido | Votação | Cidade onde nasceu | Unidade federativa |
| 15966  | Acyr Mezzadri                    | PMDB    | 31.922  | Lapa               | Paraná             |
| 15905  | Adhail Sprenger Passos           | PMDB    | 21.660  | Guarapuava         | Paraná             |
| 11594  | Airton Cordeiro                  | PDS     | 42.581  | Curitiba           | Paraná             |
| 15765  | Amélia Hruschka                  | PMDB    | 30.618  | Lins               | São Paulo          |
| 15300  | Aníbal Khury                     | PMDB    | 39.502  | Porto União        | Santa Catarina     |
| 15122  | Antônio Anibelli                 | PMDB    | 30.249  | Clevelândia        | Paraná             |
| 15849  | Arleir Tilfrid Ferrari Junior    | PMDB    | 26.911  | Curitiba           | Paraná             |
| 15709  | Artagão de Mattos Leão           | PMDB    | 33.899  | Ponta Grossa       | Paraná             |
| 11574  | Augusto de Oliveira Carneiro     | PDS     | 24.941  | Reserva            | Paraná             |
| 11265  | Basilio Zanusso                  | PDS     | 24.996  | José Bonifácio     | São Paulo          |
| 15935  | Deni Lineu Schwartz              | PMDB    | 40.834  | União da Vitória   | Paraná             |
| 15786  | Dirceu Silveira Manfrinato       | PMDB    | 23.515  | Bauru              | São Paulo          |
| 15695  | Djalma de Almeida César          | PMDB    | 43.454  | Piracicaba         | São Paulo          |
| 11137  | Donato Gulin                     | PDS     | 30.469  | Curitiba           | Paraná             |
| 11868  | Edgard Ribeiro Pimentel          | PDS     | 22.886  | Curitiba           | Paraná             |
| 15820  | Edmar Luiz Costa                 | PMDB    | 23.687  | Curitiba           | Paraná             |
| 15109  | Eduardo Ferreira Baggio          | PMDB    | 29.499  | Colombo            | Paraná             |
| 11600  | Erondy Silvério                  | PDS     | 34.898  | Guarapuava         | Paraná             |
| 15652  | Ervin Bonkoski                   | PMDB    | 104.616 | Perdizes           | Minas Gerais       |
| 11864  | Ezequias Losso                   | PDS     | 26.882  | Marialva           | Paraná             |
| 11628  | Francisco Escorsin               | PDS     | 30.692  | Jaguariaíva        | Paraná             |
| 11816  | Fuad Nacli                       | PDS     | 21.409  | Guarapuava         | Paraná             |
| 11280  | Gabriel Manoel                   | PDS     | 21.285  | Paranaguá          | Paraná             |
| 15740  | Gernote Gilberto Kirinus         | PMDB    | 28.911  | Carazinho          | Rio Grande do Sul  |
| 11892  | Gilberto Rezende de Carvalho     | PDS     | 23.795  | Bandeirantes       | Paraná             |
| 15653  | Hermas Brandão                   | PMDB    | 48.921  | Campinas           | São Paulo          |
| 15297  | Homero Morinobu Oguido           | PMDB    | 20.503  | Londrina           | Paraná             |
| 15729  | Irondi Pugliesi                  | PMDB    | 29.064  | Apucarana          | Paraná             |
| 11962  | Ivan de Azevedo Gubert           | PDS     | 25.586  | Curitiba           | Paraná             |
| 11634  | Jorge Amin Maia Filho            | PDS     | 23.947  | Pitanga            | Paraná             |
| 15557  | José Antônio Fonseca             | PMDB    | 20.064  | Canoas             | Rio Grande do Sul  |
| 15929  | Tadeu França                     | PMDB    | 35.926  | Santa Fé           | Paraná             |
| 15835  | José Tadeu Lúcio Machado         | PMDB    | 28.623  | Jacarezinho        | Paraná             |
| 11579  | Leônidas Chaves                  | PDS     | 23.927  | Turvo              | Paraná             |
| 11779  | Luiz Alberto Martins de Oliveira | PDS     | 43.962  | Clevelândia        | Paraná             |
| 15635  | Luiz Carlos Caíto Quintana       | PMDB    | 30.460  | Santo Augusto      | Rio Grande do Sul  |
| 11289  | Luiz Gabriel Guimarães Sampaio   | PDS     | 31.495  | Maringá            | Paraná             |
| 15353  | Márcio José de Almeida           | PMDB    | 22.681  | Campo Magro        | Paraná             |
| 15800  | Mário Pereira                    | PMDB    | 28.337  | Itajaí             | Santa Catarina     |
| 11225  | Nelson Buffara                   | PDS     | 23.155  | Curitiba           | Paraná             |
| 15139  | Nelson Fiori Luiz Malaguido      | PMDB    | 26.602  | Londrina           | Paraná             |
| 15495  | Nelson Guimarães Vasconcellos    | PMDB    | 32.260  | Umuarama           | Paraná             |
| 15908  | Nestor Baptista                  | PMDB    | 32.811  | Ponta Grossa       | Paraná             |
| 15812  | Nilso Sguarezi                   | PMDB    | 47.293  | Lagoa Vermelha     | Rio Grande do Sul  |
| 11983  | Odeni Villaca Mongruel           | PDS     | 22.831  | Itaperuçu          | Paraná             |
| 15917  | Orlando Pessuti                  | PMDB    | 21.092  | Califórnia         | Paraná             |
| 15413  | Osvaldo Alencar Furtado          | PMDB    | 23.320  | Araripe            | Ceará              |
| 11636  | Péricles Pacheco da Silva        | PDS     | 21.983  | Curitiba           | Paraná             |
| 11781  | Quielse Crisóstomo da Silva      | PDS     | 22.128  | Bocaiúva do Sul    | Paraná             |
| 15941  | Roberto Requião                  | PMDB    | 33.414  | Curitiba           | Paraná             |
| 15452  | Rubens Bueno                     | PMDB    | 31.252  | Sertanópolis       | Paraná             |
| 15682  | Sabino Brasil Nunes de Campos    | PMDB    | 30.032  | Goioerê            | Paraná             |
| 15345  | Sérgio Spada                     | PMDB    | 20.663  | Planalto           | Rio Grande do Sul  |
| 11615  | Tercio Alves de Albuquerque      | PDS     | 26.382  | Cajueiro           | Paraná             |
| 11879  | Toguio Setogutte                 | PDS     | 25.946  | Nova Esperança     | Paraná             |
| 15974  | Trajano Bastos                   | PMDB    | 26.864  | Guarapuava         | Paraná             |
| 11578  | Werner Wanderer                  | PDS     | 27.331  | Concórdia          | Santa Catarina     |
| 11143  | Wilson Figueiredo Fortes         | PDS     | 24.173  | Jacarezinho        | Paraná             |